# Rudarska sigurnosna svjetiljka
Rudarska sigurnosna svjetiljka upotrebljava se za rasvjetu u rudnicima ugljena u kojima postoji prisutnost metana (i ostalih eksplozivnih plinova), jer bi upotreba svjetiljki s otvorenim plamenom mogla vrlo lako prouzročiti paljenje i eksploziju metana.

## Prve sigurnosne svjetiljke
Prije izuma sigurnosnih svjetiljki rudari su koristili svjetiljke s otvorenim plamenom za rasvjetu u rudniku. Ove svjetiljke su se bezopasno mogle koristiti samo u neopasnim rudnicima u kojima nema prisutnosti metana. U metanskim rudnicima (to su većinom podzemni rudnici ugljena) male tehničke pogreške (iskrenje ili otvoreni plamen) izazivale su katastrofe. Dolazilo je do eksplozije metana pri čemu bi odjednom poginulo na desetke rudara.
Zato su rudari da bi otkrili prisutnost metana (to je plin bez boje, okusa i mirisa) koristili kanarince koji su osjetljivi na vrlo niske koncentracije metana u rudničkoj atmosferi.

Početkom XIX st. počeli su se razvijati novi i sigurniji načini za detektiranje metana. G. 1813. irski fizičar William Reid Clanny izumio je prvu sigurnosnu svjetiljku, ali je nije iskušao u rudniku ugljena do 1815. kada su dvije poboljšane konstrukcije objavili Ing. George Stephenson i Sir Humphry Davy.

Sve kasnije sigurnosne svjetiljke konstruirane su na principu koji je otkrio H. Davy, da plamen zaštićen s metalnom mrežicom (određene finoće) ne pali metan.

## Princip rada
Engleski kemičar i fizičar Humphry Davy bio je izvanredno spretan eksperimentator koji je 1815. godine konstruirao rudarsku sigurnosnu svjetiljku (po njemu nazvana još i Davyjeva svjetiljka) za rasvjetu u metanskim rudnicima ugljena. Ova svjetiljka je omogućila da duboka ležišta ugljena budu sigurno otkopana bez obzira na prisutnost metana i ostalih eksplozivnih plinova.

Davyjeva svjetiljka osim za rasvjetu služi i za rano otkrivanje prisutnosti metana u rudničkoj atmosferi. Da ne bi izazvala eksploziju metana, plamen joj je ograđen žičanom mrežicom (preko koje se jednoliko izlučuje toplina dobivena od plamena u okolni prostor) tako da vanjski plin ostaje na temperaturi nižoj od temperature paljenja metana. 
Pokusima je dokazano da je mrežica najsigurnija od probijanja plamena svjetiljke u okolni prostor ako ima 144 rupice na 1 cm².

## Otkrivanje plinova
Davyjeva svjetiljka omogućava grubi test za otkrivanje prisutnosti plinova. Visina plamena određuje količinu metana u rudničkoj atmosferi. Ako je prisutna zapaljiva smjesa plinova, plamen Davyjeve svjetiljke gori više i intenzivnije s plavom nijansom.

Rudari također mogu detektirati ugljik-dioksid (tako da stave sigurnosnu svjetiljku blizu tla), koji je gušći od zraka i skuplja se u depresijama rudnika, dok se metan koji je lakši od zraka skuplja u gornjim dijelovima rudničkih prostorija (sigurnosna svjetiljka se tada nosi bliže stropu prostorije).

Ako zrak u rudniku ima malo kisika plamen svjetiljke će se ugasiti, tj. neće gorjeti u zraku opasnom za čovjeka (i tako signalizirati da zrak nije pogodan za disanje).

## Moderne svjetiljke
U današnje vrijeme sigurnosne svjetiljke su uglavnom električne, postavljene na rudarski šljem, hermetički zatvorene da spriječe prodiranje plina (uglavnom je to metan) u kućište. Ove svjetiljke pale se električnom iskrom, a struju za rad dobivaju iz malog akumulatora koji rudari nose oko pojasa.

Prednost električnih svjetiljki u odnosu na Davyjevu svjetiljku je da daju jače svjetlo, rudar ima slobodne obje ruke kod hodanja i rada, a snop svjetla pada u smjeru gledanja, imaju veću sigurnost protiv zapaljenja metana i zahtijevaju manje brige oko redovitog održavanja.
 
Električne svjetiljke imaju jednu veliku manu, a ta je da služe samo za rasvjetu i s njima se ne može detektirati prisutnost metana i štetnih plinova.

Zato nadzorno osoblje nosi sa sobom u rudnik i Davyjevu svjetiljku pomoću koje može detektirati metan.

Davyjeva svjetiljka je revolucionaran izum koji je spasio živote nebrojenih rudara.